# John Travers (Schauspieler)
John Travers (* 31. Januar 1989 in Belfast, Nordirland, Vereinigtes Königreich) ist ein britischer Schauspieler.

## Leben
John Travers verkörperte 2003 in dem Film Song for a Raggy Boy die tragende Rolle des Liam Mercier. Für seine Darstellung erhielt er den Cherbourg-Octeville Festival of Irish & British Film Award in der Kategorie „Bester Schauspieler“. Danach trat er in den weiteren Filmen wie Man About Dog (2004), The Mighty Celt (2005), Wilderness (2006), 48 Engel (2006) und Closing the Ring – Geheimnis der Vergangenheit (2007) auf.

## Filmografie
- 2003: Song for a Raggy Boy
- 2004: Man About Dog
- 2005: The Mighty Celt
- 2006: Wilderness
- 2006: 48 Engel (48 Angels)
- 2007: Closing the Ring – Geheimnis der Vergangenheit (Closing the Ring)
- 2008: Peacefire
- 2010: Five Day Shelter
- 2012: Good Vibrations
- 2013: A Belfast Story
- 2014: Fishbowl
- 2016: The Truth Commissioner (Fernsehfilm)